# Thorsten Benkel
Thorsten Benkel (* 11. Dezember 1976 in Kaiserslautern) ist ein deutscher Soziologe.
Er studierte von 1999 bis 2005 Soziologie, Psychologie, Philosophie und Literaturwissenschaft an der Goethe-Universität in Frankfurt am Main und in Helsinki. 2007 erfolgte die Promotion mit einer Arbeit zu Wirklichkeit und Intersubjektivität. Nachdem er in Frankfurt als wissenschaftlicher Mitarbeiter in den Bereichen Theoriebildung bzw. Stadtsoziologie tätig war, wechselte Benkel 2013 an die Universität Passau, wo er seitdem an der Philosophischen Fakultät als Akademischer Rat tätig ist.
In seiner Forschung beschäftigt sich Benkel hauptsächlich mit Themen wie Mikrosoziologie, empirische Sozialforschung, Recht, Sexualität und Tod. Neben zahlreichen Artikeln für diverse Fachzeitschriften hat er mehrere wissenschaftliche Bücher verfasst bzw. herausgegeben. Er ist u. a. Mitglied des Wissenschaftlichen Beirats der Zeitschrift für Sexualforschung, war Experte für den Bayerischen Landtag, hat Gutachten für das Niedersächsische Kultusministerium verfasst, war beratend für verschiedene Wirtschaftsunternehmen tätig sowie Peer-Review-Gutachter für Publikationsorgane wie die Kölner Zeitschrift für Soziologie und Sozialpsychologie und die Zeitschrift für Rechtssoziologie.
Unter seiner Leitung entstand die erste empirische Studie zum Phänomen der Diamantbestattung. Namhaft ist Benkel für seine ethnografische Arbeit im Kontext der Prostitution, die er in verschiedenen Großstädten untersucht hat. Über seine wissenschaftlichen Arbeiten hinaus erlangte er mit der Veröffentlichung zweier Bildbände über ungewöhnliche Grabsteine größere Bekanntheit. Mit dem Soziologen Matthias Meitzler betreibt er die Webseite friedhofssoziologie.de.

## Veröffentlichungen (Auswahl)
- mit Matthias Meitzler (Hrsg.): Wissenssoziologie des Todes. Weinheim/Basel 2021, ISBN 978-3-7799-5277-0.
- mit Thomas Klie und Matthias Meitzler: Enchantment. Ashes, Diamonds and the Transformation of Funeral Culture. Göttingen 2020, ISBN 978-3-525-67021-7.
- mit Matthias Meitzler (Hrsg.): Zwischen Leben und Tod. Sozialwissenschaftliche Grenzgänge. Wiesbaden 2018, ISBN 978-3-658-22277-2.
- (Hrsg.): Die Zukunft des Todes. Heterotopien des Lebensendes. Bielefeld 2016, ISBN 978-3-8376-2992-7.
- mit Matthias Meitzler: Game Over. Neue ungewöhnliche Grabsteine. Köln 2016, ISBN 978-3-462-04905-3.
- mit Matthias Meitzler: Gestatten Sie, dass ich liegen bleibe. Ungewöhnliche Grabsteine. Eine Reise über die Friedhöfe von heute. 4. Auflage. Köln 2016, ISBN 978-3-462-04608-3.
- mit Rüdiger Lautmann (Hrsg.): Soziologie des Strafrechts. Stuttgart 2014, ISSN 0174-0202
- Die Verwaltung des Todes. Annäherungen an eine Soziologie des Friedhofs. 2. Auflage. Berlin 2013, ISBN 978-3-8325-3126-3.
- (Hrsg.): Das Frankfurter Bahnhofsviertel. Devianz im öffentlichen Raum. Wiesbaden 2010, ISBN 978-3-531-16995-8.
- mit Fehmi Akalin (Hrsg.): Soziale Dimensionen der Sexualität. Gießen 2010, ISBN 978-3-8379-2010-9.
- Soziale Welt und Fiktionalität. Chiffren eines Spannungsverhältnisses. Hamburg 2008, ISBN 978-3-8300-3112-3.
- Die Signaturen des Realen. Bausteine einer soziologischen Topographie der Wirklichkeit. Konstanz 2007, ISBN 978-3-86764-021-3.